# Liste der Monuments historiques in Les Portes du Coglais
Die Liste der Monuments historiques in Les Portes du Coglais führt die Monuments historiques in der französischen Gemeinde Les Portes du Coglais auf.

## Liste der Objekte
| Bezeichnung | Beschreibung          | Standort                                              | Kennzeichnung | Schutzstatus | Datum | Bild |
| ----------- | --------------------- | ----------------------------------------------------- | ------------- | ------------ | ----- | ---- |
| Glocke      | Bronze, 1439 gegossen | in der Kirche St-Pierre von La Selle-en-Coglès (Lage) | PM35000906    | Classé       | 1906  |      |